# 提姆纳河谷

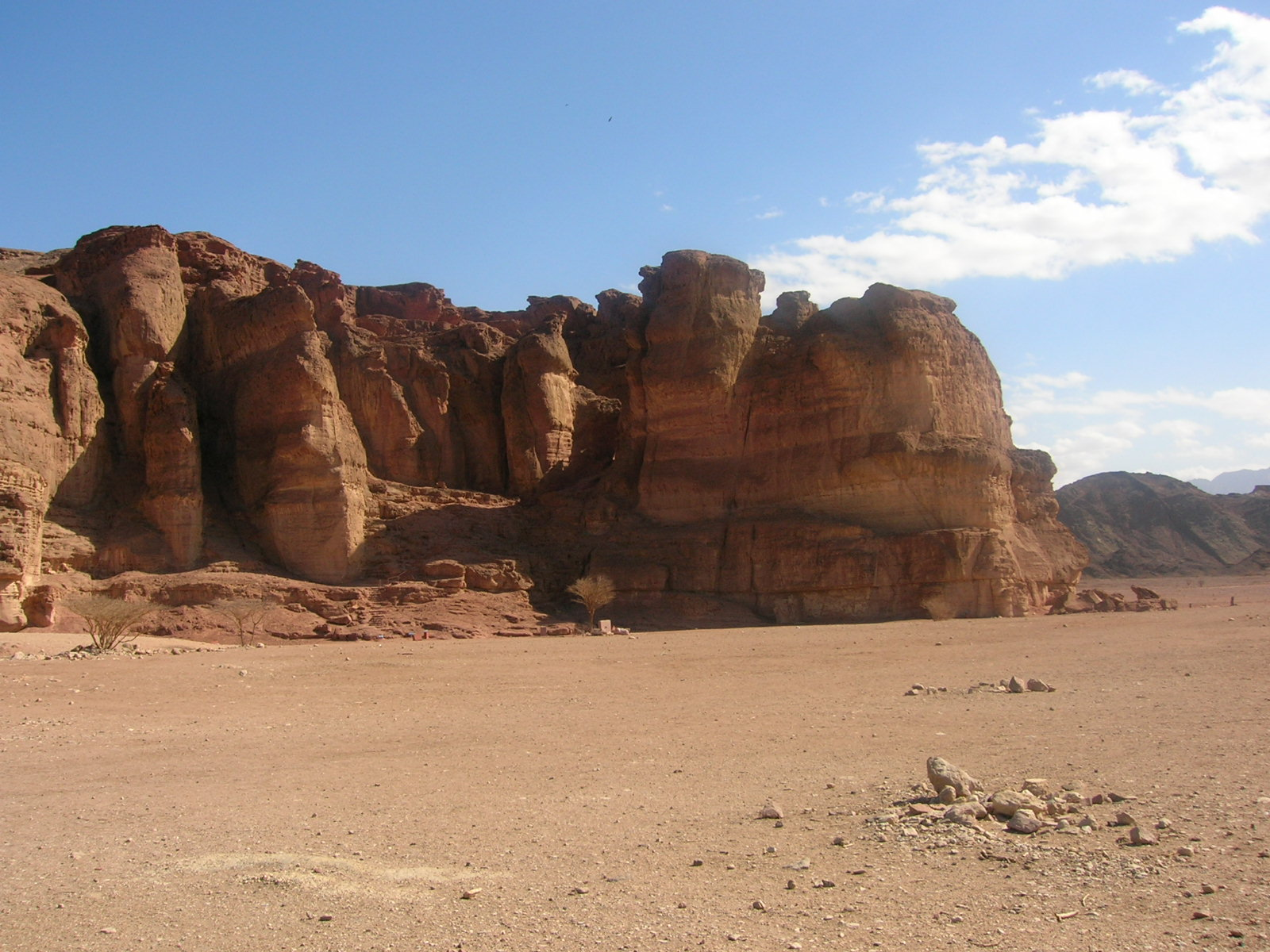
在提姆納河谷的沙岩峭壁，以所羅門王柱為其特色。

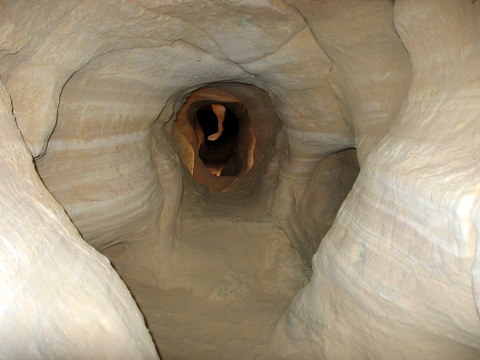
在提姆納河谷，銅石並用時代的銅礦開採。

提姆納河谷是位於以色列南方的阿拉伯谷西南方，大約在阿卡巴灣北方30（19英里）的埃拉特市區。這個區域富產銅礦，早在公元前5千年，就有在開採。關於採礦是否活躍於以色列王國，並且是聖經中的所羅門王時代，存在著爭議。
河谷的很大一部份，有古老的採銅礦遺跡和禮拜遺跡，被包含在休憩公園中。
在2011年7月，以色列政府批准了位於提姆納河谷的國際機場建案（Timna Airport）。